# Река (фильм, 2002)
«Река» — седьмой полнометражный фильм режиссёра Алексея Балабанова, снятый по произведению Вацлава Серошевского «Предел скорби».
После того, как в автокатастрофе 21 ноября 2000 года погибла Туйара Свинобоева (актриса, игравшая главную героиню), съёмки были прекращены.
В 2002 году отснятый материал был смонтирован. Пропущенные эпизоды заменены закадровым текстом. Премьера усечённого варианта «Реки» состоялась на фестивале «Белые Столбы».

## Сюжет
Якутия, конец XIX века. В колонию прокажённых к своему больному мужу Кыргелею приходит Анчик. Она ещё не знает, что мужчина нашёл здесь другую женщину — Мергень, которая уже беременна от него. Мергень здорова и по видимому богата, но попала в эту колонию случайно и теперь ей нет хода к людям. Для существования же колонии жизненно важно тесное сотрудничество всех её обитателей, однако в общине возникают раздоры. Ребёнок Мергень умирает вскоре после родов, и она уходит жить отдельно, прихватив самые ценные вещи — котёл, лодку и нож. Через какое-то время к ней присоединяется Джанга - жизнерадостный и разговорчивый охотник и рыбак - "душа" колонии, любитель рассказывать ее обитателям сказки и легенды, которых очень много знает.
Впрочем, летом жизнь становится несколько лучше, тем более, что Анчик удаётся выпросить у князя огромную ценность — дойную корову. Осенью Мергень и Джанга возвращаются в общину. Однако это ведёт к возобновлению конфликтов. Так как Мергень отказывается жить под одной крышей с коровой, Анчик и Кыргелей строят себе новую хижину. Но и этот вариант не устраивает сгорающую от ревности Мергень. Ночью она поджигает дом бывшего возлюбленного. Джанга пытается помочь соседям, но погибает в огне. В горящую хибарку вбегает и Мергень, и в этот момент крыша обрушивается.
На следующий день оставшаяся одна маленькая девочка Бытерхай находит между ног погибшей Анчик новорожденного ребёнка. Она обмывает его, пробует кормить. В это время на пепелище приходит медведь. Тогда девочка кладёт ребёнка в лодку и отправляет по реке в неведомые дали…

## В ролях
- Туйара Свинобоева — Мергень
- Михаил Скрябин — Джанга
- Василий Борисов — Кыргелей
- Анна Флегонтова — Анчик
- Мария Кычкина — Бытерхай
- Мария Канаева — Кутуяхсыт
- Спартак Федотов — Салбан
- Михаил Семёнов — князь
- Геннадий Турантаев — якут

## Награды
- 2003 — МКФ «Pacific meridian» во Владивостоке (Специальный приз жюри памяти Юла Бриннера — Алексей Балабанов).
- 2003 — МКФ «Pacific meridian» во Владивостоке (Приз за лучшую женскую роль — Туйара Свинобоева (посмертно))[1].

## Автокатастрофа
20 ноября 2000 года автомобиль «Тойота Ландкрузер» с оператором компании «СТВ» Сергеем Астаховым за рулём двигался по дороге Умба — Кандалакша. На 82-м километре, когда иномарка шла в гору, навстречу неожиданно выскочил автомобиль Toyota Mark II. Астахов попытался избежать столкновения, но не справился с управлением, автомобиль опрокинулся в кювет и перевернулся.

Я знал, что маршрут от гостиницы до места съёмок очень опасный: горная дорога с высокими обрывами, ещё и гололёд… я вёл машину осторожно, но внезапно на нас вылетела «девятка». Я не смог затормозить, моя машина задом слетела с дороги и рухнула с 6-метровой высоты.— Сергей Астахов
В машине находились режиссёр Алексей Балабанов, его жена с пятилетним сыном и Туйара Свинобоева. Все пассажиры получили различные травмы и были госпитализированы в больницу города Кандалакша.
Чтобы остановить внутреннее кровотечение, начавшееся у Туйары Свинобоевой, ей была сделана операция, однако 21 ноября в 1 час 15 минут она умерла. У Туйары осталась дочь-первоклассница.
Работа над фильмом была прекращена. Позже из отснятых кадров был смонтирован и выпущен пятидесятиминутный фильм.